# Ferenc Sidó
Ferenc Sidó (Vagpata (Slowakije), 18 april 1923 - Boedapest, 6 februari 1998) was een Hongaars tafeltennisser. Hij won tussen 1947 en 1961 negen wereldtitels, waarvan één in het enkelspel, twee in het dubbelspel, vier in het gemengd dubbel en twee als lid van de Hongaarse nationale ploeg. Hoewel Sidó geboren werd in Tsjechoslowakije, kwam hij vanaf 1938 voor Hongarije uit. Hij werd in 1995 opgenomen in de ITTF Hall of Fame.

## Enkelspel
Sidó speelde in zijn carrière twee keer de finale om de wereldtitel in het enkelspel. Bij zijn eerste poging in 1947 kon hij niet verhinderen dat de Tsjechoslowaak Bohumil Váňa het kampioenschap voor de tweede keer opeiste. Het duurde vervolgens zes jaar en evenzoveel WK's voordat Sidó een nieuwe kans op enkelspelgoud kreeg, hoewel hij in 1950 en 1951 er met halvefinale-plaatsen dicht bij kwam. De Hongaar moest het in de eindstrijd van 1953 opnieuw opnemen tegen een Tsjechoslowaak, in de persoon van Ivan Andreadis. Ditmaal faalde hij niet. Het bleek Sidó's enige wereldtitel in het enkelspel, want hoewel hij in 1959 weer de finale haalde, zette ditmaal de Chinees Rong Guotuan hem de voet dwars.

## Dubbelspel
Sidó's eerste titel in het dubbelspel voor mannen liet minder lang op zich wachten. Bij zijn vierde WK-deelname in 1950 versloeg hij samen met zijn landgenoot Ferenc Soos de Tsjechoslowaakse verdedigend kampioenen František Tokár en Ivan Andreadis in de eindstrijd. Een jaar later kreeg de Hongaar zelf de kans zijn titel te prolongeren toen hij samen met Jozséf Koczian wederom de finale haalde. Daarin kwam hij wederom Andreadis tegen, maar die had ditmaal Bohumil Váňa aan zijn zijde. Die laatste kon na afloop van de wedstrijd zeggen dat hij Sidó inmiddels twee keer had verslagen in een WK-finale. Toch won hij in 1953 alsnog een tweede dubbelspeltitel, toen hij andermaal samen met Koczian de Engelsmannen Richard Bergmann en Johnny Leach tot zilver veroordeelde. Een vierde finale tijdens Sidó's laatste WK-deelname in 1961 leverde geen derde dubbelspelgoud op. Het Japanse koppel Nobuya Hoshino/Koji Kimura was ditmaal te sterk.

## Gemengd dubbel
In het gemengd dubbelspel haalde Sidó een 100% score in de vier WK-finales waarvoor hij zich plaatste. Samen met zijn landgenote Gizella Lantos-Gervai-Farkas moest hij zowel in 1949 als 1950 in de finale aantreden tegen het Tsjechoslowaakse duo Bohumil Váňa/Kveta Hruskova. Beide keren wonnen de Hongaren.

In 1952 en 1953 stond Sidó wederom in de eindstrijd om de wereldtitel gemengd dubbelspel, maar ditmaals met de Roemeense Angelica Rozeanu aan zijn zijde. Deze voorkwam in 1950 dat Sidó's vorige partner Farkas haar vierde enkelspeltitel op rij won en presteerde dat in '53 juist zelf. Samen wonnen ze twee gemengd dubbel-titels op rij, door eerst het Engelse paar Johnny Leach en Diane Rowe te verslaan en een jaar later het Joegoslavisch/Oostenrijkse duo Žarko Dolinar/Ermelinde Wertl.

## Europese kampioenschappen
Tijdens de laatste jaren van Sidó's actieve sportloopbaan werden er naast wereldkampioenschappen ook Europese kampioenschappen georganiseerd. De Hongaar deed aan de eerste twee edities in Boedapest 1958 en Zagreb 1960 mee en haalde daarbij vier finales. De enige die hij daarvan verloor was de gemengd dubbelspelfinale in 1958, samen met Éva Kóczián tegen hun landgenoten Zoltán Berczik en Gizella Farkas-Lantos. Op beide toernooien won hij wel het landentoernooi met de Hongaarse ploeg en in 1960 de dubbelspeltitel voor mannen samen met Berczik.

## Na de actieve carrière

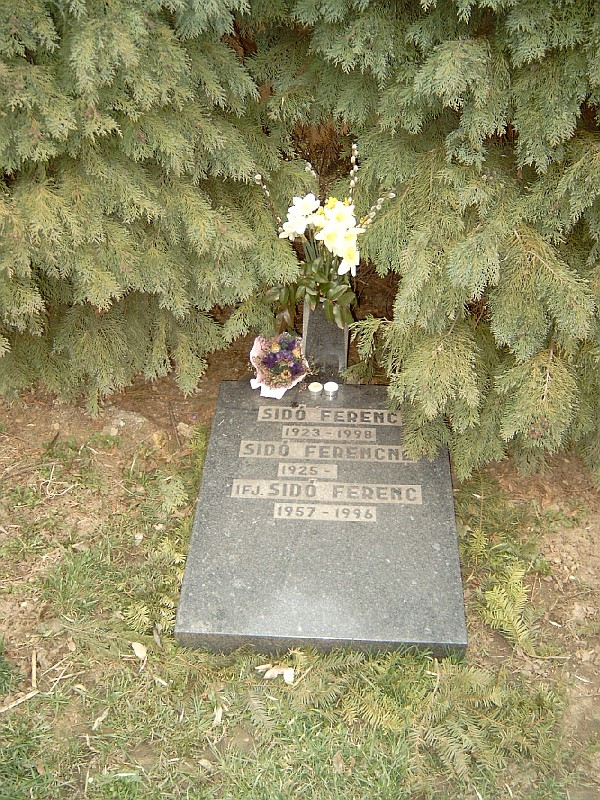

Nadat Sidó zelf stopte met competitief spelen, bleef hij wel actief in het tafeltennissen. Zo was hij zowel een tijd bondscoach van Hongarije als trainer van Spartacus Budapest. Hij werkte jarenlang voor de Magyar Asztalitenisz Szövetség, de Hongaarse tafeltennisbond. Hiervan werd hij in 1996 benoemd tot erevoorzitter. Tevens was hij actief binnen zowel de ETTU als de ITTF.
Sidó had in zijn laatste levensjaren geregeld last van hartproblemen. Een laatste operatie hieraan overleefde hij niet.